# Caselle (Aveyron)
Une caselle ou casèle est une cabane en pierre sèche sur le causse Comtal et le causse Rouge dans l'Aveyron. Le terme est la forme francisée de l'occitan casèla.
Remarque : Le terme sert à désigner également les cabanes en pierre sèche dans le Lot (sur le causse quercynois au nord de la rivière Lot), en Lozère (sur le causse Méjean occidental), dans l'Hérault (sur les communes du Cros et de Saint-Michel, sur la continuation du causse du Larzac). La forme palatalisée chasèle ou chaselle se rencontre en Lozère sur le causse Méjean oriental.

## Sur le causse Comtal
Situé au nord de Rodez, à une altitude de 600 m, le causse Comtal – un des « petits causses » – est limité au sud par la vallée de l'Aveyron, au nord par le Dourdou, à l'ouest par le Rougier de Marcillac. Il se fond, à l'est, avec le causse de Sévérac. 
Le causse Comtal comporte plusieurs zones à cabanes, situées près de villages, sur les parties caussenardes et le plus souvent sur des terrains communaux, ainsi sur les communes de Muret et de Rodelle au nord, et de Gages au sud (avec de 15 à 20 cabanes par zone).
Ce sont des bâtisses rudimentaires, petites, construites en matériau d'épierrement (pierres calcaires plates brutes). Elles ont servi à des bergers ou à des cantonniers. De par leur forme extérieure, elles font penser, vues de côté, aux capelines de bure des anciens bergers caussenards.
Les plans au sol sont 
- soit circulaires ou subcirculaires, avec une entrée aux côtés généralement ébrasés vers l'extérieur,
- soit rectangulaires ou subrectangulaires, avec une entrée occupant la totalité ou la majeure partie d'un petit côté.

Dans les cabanes de plan en fer à cheval et à ouverture ébrasée, la voûte oblongue se présente sous la forme de deux parois d'abord verticales puis encorbellées se rejoignant au sommet ; elle fait penser à la nef renversée d'un navire. Sur la commune de Rodelle, deux cabanes sont bâties sur les vestiges d'un dolmen dont elles réutilisent les dalles latérales servant de support à la table disparue. Sur la commune de Bezonnes, deux cabanes ont pour couvrement un pan de dalles ou de grosses lauses reposant sur des pièces de bois. D'autres abris sont construits à des angles de murs ou dans des clapas (pierriers).
Comme aménagements on note, dans certaines cabanes, des pierres saillantes faisant office de siège, dans d'autres, un fenestron.

## Sur le causse Rouge
Situé à l'ouest de Millau, à une altitude oscillant entre 600 et 700 m, le causse Rouge est un des « petits causses ». Au nord, il se perd dans le causse de Sévérac; à l'est, il est séparé du causse de Sauveterre par la Lumansonesque ; au sud-est et au sud, il est bordé par le bassin du Tarn ; à l'ouest, il est interrompu par la vallée de la Muze. Il a une vocation agricole et pastorale (moutons, vaches).
Répondant au nom de caselles, les cabanes en pierre sèche du causse Rouge se répartissent en trois grandes zones de la partie sud du causse :
- entre Navas et Thérondels et entre Caudas et Comprégnac, deux zones qui comportent une cinquantaine d'édifices, de plans et de formes diverses ;
- vers Soulobres, une zone qui comporte une dizaine d'édifices, plus une trentaine de clapas parementés sur 1 m à 1,70 m de haut et remplis de pierres brutes[3],[4].

Si toutes les caselles sont bâties en pierres calcaires, les plus grandes et les plus belles font appel à de grosses pierres de grès taillées pour les encadrements d'ouvertures (entrées, fenêtres) et, dans le cas de bâtisses quadrangulaires, pour les chaînes d'angle. Ces pierres de grès proviennent des Monts du Lévézou proches ou ont été récupérées sur des constructions anciennes en ruine.
Le calcaire local étant gélif, certaines caselles, bâties uniquement en pierres calcaires, sont plus ou moins ruinées.
Le plan au sol prédominant est circulaire ; la forme prédominante est le cylindre surmonté d'un couvrement très aplati (généralement délesté de sa couverture de lauses par des récupérateurs).
Une quinzaine de caselles, notamment à Comprégnac, Millau, Saint-Beauzély, ont fait l'objet d'un relevé et d'une description dans des publications.
Au nombre des aménagements à l'intérieur, on note :
- des dalles en larmier au-dessus du linteau de l'entrée ;
- des pierres trouées en saillie dans les parois (pour attacher un animal) ;
- des niches murales ou placards ;
- des fenestrons aux points cardinaux.

Aucune inscription (date, initiales) n'a été remarquée à l'extérieur ou à l'intérieur.
En août 1944, lors de la débâcle des Allemands et de son sillage d’exactions dans l’Aveyron, des habitants du village d’Azinières sur le causse Rouge, sachant la présence de Résistants et craignant que leur village ne fût incendié, se résolurent à aller coucher deux nuits de suite dans une grande caselle. Ils s’y retrouvèrent, munis de couvertures, à 8 ou 9 personnes, ne retournant au village qu’après y avoir envoyé un des leurs en reconnaissance. Ce fut une fausse alerte.

## À Vimenet, en bordure du causse de Sévérac
Les cabanes en pierre sèche présentes sur le territoire de la commune de Vimenet ont fait l'objet d'un inventaire qui a livré 107 constructions. 
Les édifices sont modestes : aucun ne ressemble aux grandes cabanes à base cylindrique surmontées d'un couvrement conique que l'on rencontre en d'autres points du département. Il s'agit principalement de petites cabanes de plan subrectangulaire ou en U ou en fer à cheval, ouvertes sur un petit côté et couvertes (quand elles ne sont pas ruinées) de deux encorbellements se rejoignant au faîte ou d'un plafond de dalles ou encore de quelques pannes supportant des lauses. Nombre d'édifices sont dans un état de dégradation avancée, symptôme tout autant de leur piètre construction que du passage du temps. Souvent, il ne reste que quelques murs bas où l'on devine plus ou moins le tracé originel. 
L'emploi du terme « caselle » pour désigner les bâtiments et leurs vestiges est d'introduction très récente : des informateurs locaux donnent comme désignation authentique le terme « cabane », suivi soit d'un adjectif descriptif - « la cabane longue », « la cabane carrée » -, soit d'un complément de nom  - « la cabane à Manette » (du nom d'une bergère du milieu du XXe siècle), « la cabane à Charrié », « la cabane d'Argentier », etc. (du nom du propriétaire et utilisateur). 
La plupart de ces cabanes sont incluses en partie ou en totalité dans des pierriers (clapas) ou y sont accolées. Certaines sont construites dans une muraille de séparation ou bien accolées à celle-ci. Elles sont le résultat de la création, du dérochement et de l'épierrement de champs et d'enclos, activités qui sont à même de livrer les quantités de pierres nécessaires à leur édification. Rien n'interdit de penser que ces cabanes n'ont servi d'abris à des bergers que très tardivement, au XXe siècle, après cessation de la culture des parcelles où elles se trouvaient, selon un schéma classique qui a été étudié dans d'autres régions.
Certaines structures en pierre sèche étaient associées à la vigne. Ainsi la « caselle No 12-303-D2-Cs.67 », dont la morphologie ne diffère pas de celle des « abris de bergers », est donnée comme « maison de vigne » par un informateur, et se trouve à l'angle d'un pré autrefois en vigne et qui s'appelle toujours « la vigne ». De même, la « caselle No 12.303-C1-Cs.94 », une sorte d'abri sous roche, est située en haut d'une parcelle enterrassée où poussent encore quelques pieds de vigne.

## Cabanes des ouvriers gantiers de Millau
Un exemple du lien entre prolétariat et cabanes en pierres sèches est fourni par les ouvriers gantiers de Millau au XIXe siècle. Ces travailleurs à domicile qu'étaient les coupeurs en ganterie millavois, étaient vignerons à leurs heures de loisir, entretenant, dans le Pays Maigre, sur l'adret, une vigne familiale avec sa casèle. 
Le sol d'une de ces bâtisses a livré tessons d'assiettes et de bols, tasses, fourchettes, restes des collations prises en ces lieux par ses propriétaires à l'occasion de conviviales réunions.